# Campionati europei di ciclismo su pista 2020 - Keirin maschile
La keirin maschile ai Campionati europei di ciclismo su pista 2020 si è svolta il 14 novembre 2020 presso il velodromo Kolodruma di Plovdiv, in Bulgaria.

## Podio
| Pos.    | Atleta          | Nazionalità |
| ------- | --------------- | ----------- |
| Oro     | Maximilian Levy | Germania    |
| Argento | Denis Dmitriev  | Russia      |
| Bronzo  | Sotirios Bretas | Grecia      |

## Risultati

### Primo turno
Si qualificano per le semifinali i primi 2 di ogni batteria, gli altri vanno ai ripescaggi.

#### Batteria 1
| Posizione | Atleta               | Nazione  | Note |
| --------- | -------------------- | -------- | ---- |
| 1         | Maximilian Levy      | Germania | Q    |
| 2         | Dmytro Stovbetskyi   | Ucraina  | Q    |
| 3         | Patrik Romeo Lovassy | Ungheria |      |
| 4         | Vasilijus Lendel     | Lituania |      |
| 5         | Alejandro Martínez   | Spagna   |      |

#### Batteria 2
| Posizione | Atleta               | Nazione   | Note |
| --------- | -------------------- | --------- | ---- |
| 1         | Tomáš Bábek          | Rep. Ceca | Q    |
| 2         | Svajunas Jonauskas   | Lituania  | Q    |
| 3         | Alexander Sharapov   | Russia    |      |
| 4         | Konstantinos Livanos | Grecia    |      |
| 5         | Juan Peralta Gascon  | Spagna    |      |

#### Batteria 3
| Posizione | Atleta           | Nazione     | Note |
| --------- | ---------------- | ----------- | ---- |
| 1         | Denis Dmitriev   | Russia      | Q    |
| 2         | Sotirios Bretas  | Grecia      | Q    |
| 3         | Bohdan Danylchuk | Ucraina     |      |
| 4         | Martin Cechman   | Rep. Ceca   |      |
| 5         | Artsiom Zaitsau  | Bielorussia |      |
| 6         | Miroslav Minchev | Bulgaria    |      |

### Ripescaggi primo turno
I primi tre di ogni batteria si qualificano alle semifinali 

#### Batteria 1
| Posizione | Atleta               | Nazione   | Note |
| --------- | -------------------- | --------- | ---- |
| 1         | Martin Cechman       | Rep. Ceca | Q    |
| 2         | Miroslav Minchev     | Bulgaria  | Q    |
| 3         | Juan Peralta Gascon  | Spagna    | Q    |
| 4         | Konstantinos Livanos | Grecia    |      |
| 5         | Patrik Rómeó Lovassy | Ungheria  |      |

#### Batteria 2
| Posizione | Atleta             | Nazione     | Note |
| --------- | ------------------ | ----------- | ---- |
| 1         | Alexander Sharapov | Russia      | Q    |
| 2         | Alejandro Martínez | Spagna      | Q    |
| 3         | Artsiom Zaitsau    | Bielorussia | Q    |
| 4         | Vasilijus Lendel   | Lituania    |      |
| 5         | Bohdan Danylchuk   | Ucraina     |      |

### Semifinali
Si qualificano per la finale i primi tre atleti di ogni batteria, gli altri si qualificano per la finale di consolazione.

#### Batteria 1
| Posizione | Atleta             | Nazione     | Note |
| --------- | ------------------ | ----------- | ---- |
| 1         | Maximilian Levy    | Germania    | Q    |
| 2         | Alexander Sharapov | Russia      | Q    |
| 3         | Sotirios Bretas    | Grecia      | Q    |
| 4         | Svajūnas Jonauskas | Lituania    |      |
| 5         | Miroslav Minchev   | Bulgaria    |      |
| 6         | Artsiom Zaitsau    | Bielorussia |      |

#### Batteria 2
| Posizione | Atleta              | Nazione   | Note |
| --------- | ------------------- | --------- | ---- |
| 1         | Denis Dmitriev      | Russia    | Q    |
| 2         | Juan Peralta Gascon | Spagna    | Q    |
| 3         | Alejandro Martínez  | Spagna    | Q    |
| 4         | Tomáš Bábek         | Rep. Ceca |      |
| 5         | Dmytro Stovbetskyi  | Ucraina   |      |
| 6         | Martin Cechman      | Rep. Ceca |      |

### Finali

#### Finale di consolazione
| Posizione | Atleta             | Nazione     | Note |
| --------- | ------------------ | ----------- | ---- |
| 7         | Tomáš Bábek        | Rep. Ceca   |      |
| 8         | Artsiom Zaitsau    | Bielorussia |      |
| 9         | Svajunas Jonauskas | Lituania    |      |
| 10        | Martin Cechman     | Rep. Ceca   |      |
| 11        | Dmytro Stovbetskyi | Ucraina     |      |
| 12        | Miroslav Minchev   | Bulgaria    |      |

#### Finale
| Posizione | Atleta              | Nazione  | Note |
| --------- | ------------------- | -------- | ---- |
| 1         | Maximilian Levy     | Germania |      |
| 2         | Denis Dmitriev      | Russia   |      |
| 3         | Sotirios Bretas     | Grecia   |      |
| 4         | Juan Peralta Gascon | Spagna   |      |
| 5         | Alejandro Martínez  | Spagna   |      |
| 6         | Alexander Sharapov  | Russia   |      |